# تایسوکه ماتسوگاه
تایسوکه ماتسوگاه (انگلیسی: Taisuke Matsugae؛ زادهٔ ۱۵ دسامبر ۱۹۸۲) بازیکن فوتبال اهل ژاپن است.
از باشگاه‌هایی که در آن بازی کرده‌است می‌توان به باشگاه فوتبال جف یونایتد ایچیهارا چیبا اشاره کرد.